# Monte Paterno

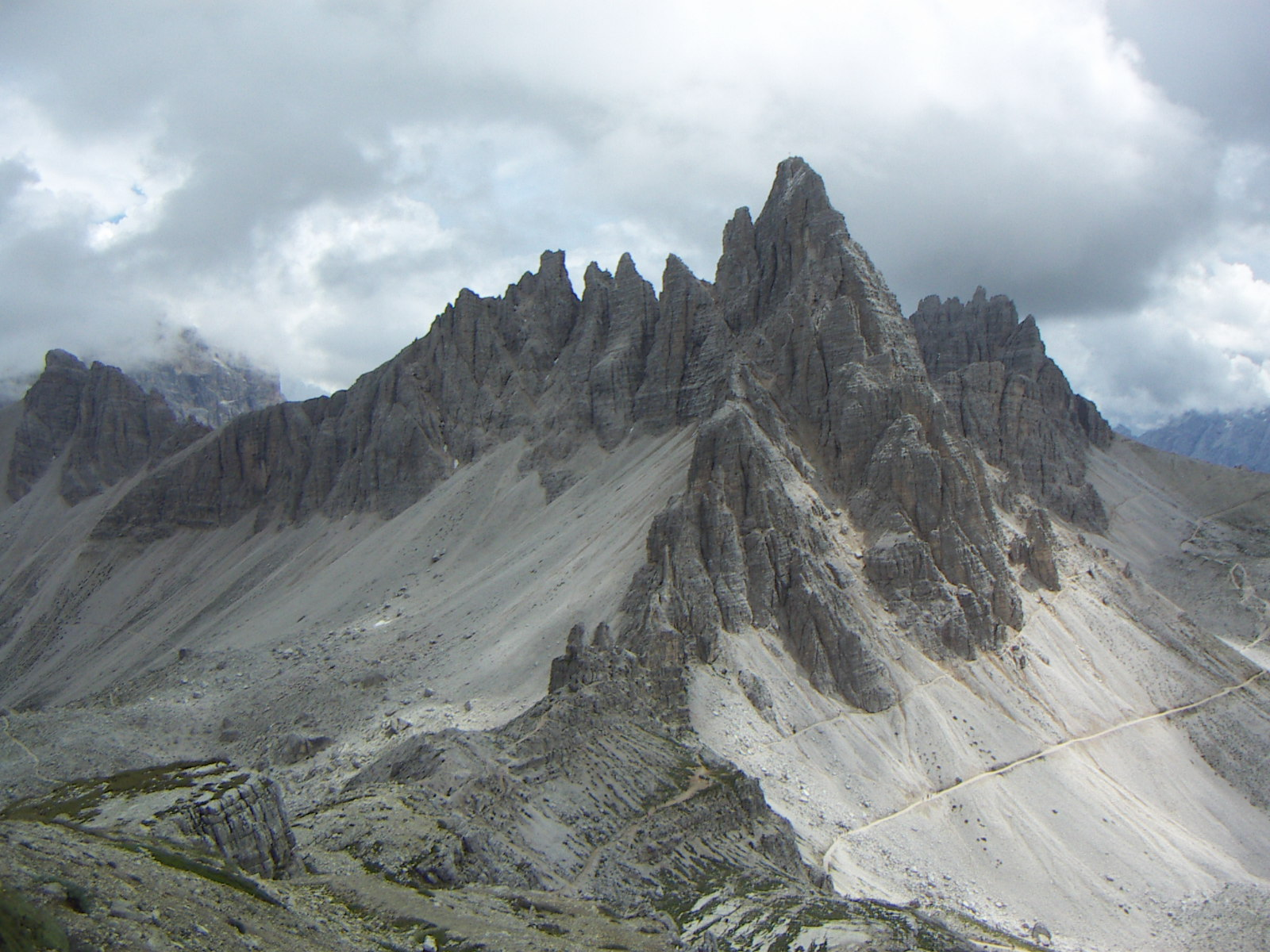
El Monte Paterno visto desde el Refugio Locatelli.

El Monte Paterno (italiano) o Paternkofel (alemán) es una montaña en los Dolomitas, en la frontera entre el Tirol del Sur (región italiana de Trentino-Alto Adigio) y la Provincia de Belluno (región del Véneto), Italia.
Tiene una altitud de 2.746 m s. n. m. El monte Paterno se alza en los Dolomitas de Sesto, al lado de las más conocidas Tre Cime di Lavaredo.
El Paterno es históricamente famoso, dado que durante la Primera Guerra Mundial, se encontraba a lo largo de la frontera entre Italia y Austria. En su interior se excavaron algunas galerías, entre las cuales la famosa Galería Paterno, para alcanzar la cima.

## La historia del monte Paterno

### Primera Guerra Mundial
Desde el inicio de la Primera Guerra Mundial, sobre el frente de los Dolomitas de Sesto, era clara la posición estratégica del Paterno, pero solo para los expertos en montaña, y no para los altos cargos austríacos, que se despreocuparon de él, al menos al principio. Fue así ocupado por los italianos.
Solo el 4 de julio de 1915 el ejército austriaco decidió intentar una acción para expulsar a los italianos de la cima. La noche del día precedente, la patrulla volante de Sepp Innerkofler se apropió en absoluto silencio de la cima. En la mañana del día 4, la artillería austriaca inició un ataque masivo sobre la cima del Paterno.
Sobre la cumbre del Monte Paterno, permaneció cerrada el 4 de julio de 1915 uno de los más famosos guías alpinistas de la zona: Sepp Innerkofler, el comandante de la Patrulla Volante, fallecido por un Alpino italiano del Val Piave (Pietro De Luca), con una piedra, mientras intentaba defender la cima del monte, mientras una patrulla de seis hombres, entre los cuales estaba Innerkofler, buscaba conquistarla.
La causa de la muerte de Innerkoler aún no es segura, otras tesis dicen que murió a consecuencia de tiros mal dirigidos de la artillería austriaca.
Para alcanzar la cima del monte Paterno, se debe recorrer la vía ferrata De Luca-Innerkofler, una vía ferrata no demasiado complicada, pero siempre un sendero solo para expertos.

### Accidente de 1974
El 9 de julio de 1974 cayó tras las Tre Cime di Lavaredo y el monte Paterno un helicóptero Bell 206 del Ejército Italiano (sigla "EI613"), pilotado por el Capitán Pier Maria Medici de la ALE. A bordo además estaban dos oficiales de SM della Brigata alpina "Tridentina" (Col. Bulfone Ca. S.M. de la Brigada y el Cap. Lastri). En memoria del incidente, entre los dos montes se encuentra una lápida conmemorativa, compuesta también por las palas del helicóptero.

## Refugios
- Refugio Antonio Locatelli (Dreizinnenhütte en alemán)
- Refugio Auronzo
- Refugio Pian di Cengia (Büllelejochhutte en alemán)